# Niemysłowice
Niemysłowice (deutsch Buchelsdorf) ist ein Ort in der Gmina Prudnik im Powiat Prudnicki in der polnischen Woiwodschaft Oppeln.

## Geographie

### Geographische Lage
Das Angerdorf Niemysłowice liegt im Süden der historischen Region Oberschlesien. Der Ort liegt etwa zwei Kilometer nordwestlich des Gemeindesitzes und der Kreisstadt Prudnik und etwa 51 Kilometer südwestlich der Woiwodschaftshauptstadt Opole.
Niemysłowice liegt in der Nizina Śląska (Schlesische Tiefebene) innerhalb der Płaskowyż Głubczycki (Leobschützer Lößhügelland). Durch den Ort verläuft die Landesstraße Droga krajowa 41.

### Nachbarorte
Nachbarorte von Niemysłowice sind Rudziczka (Riegersdorf) im Nordwesten, Czyżowice (Zeiselwitz) im Nordosten, der Gemeindesitz Prudnik (Neustadt O.S.) im Südosten und Szybowice (Schnellewalde) im Westen.

## Geschichte

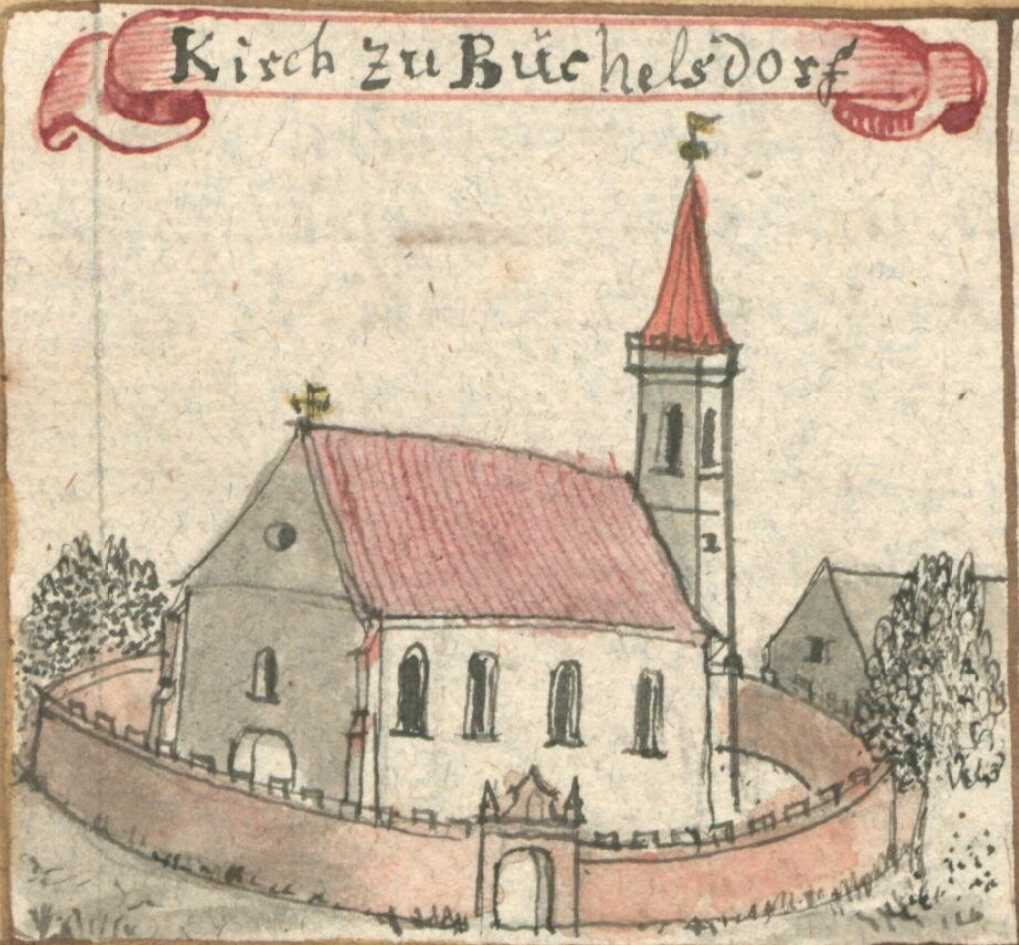
Kirche St. Anna in einem Stich im 18. Jahrhundert

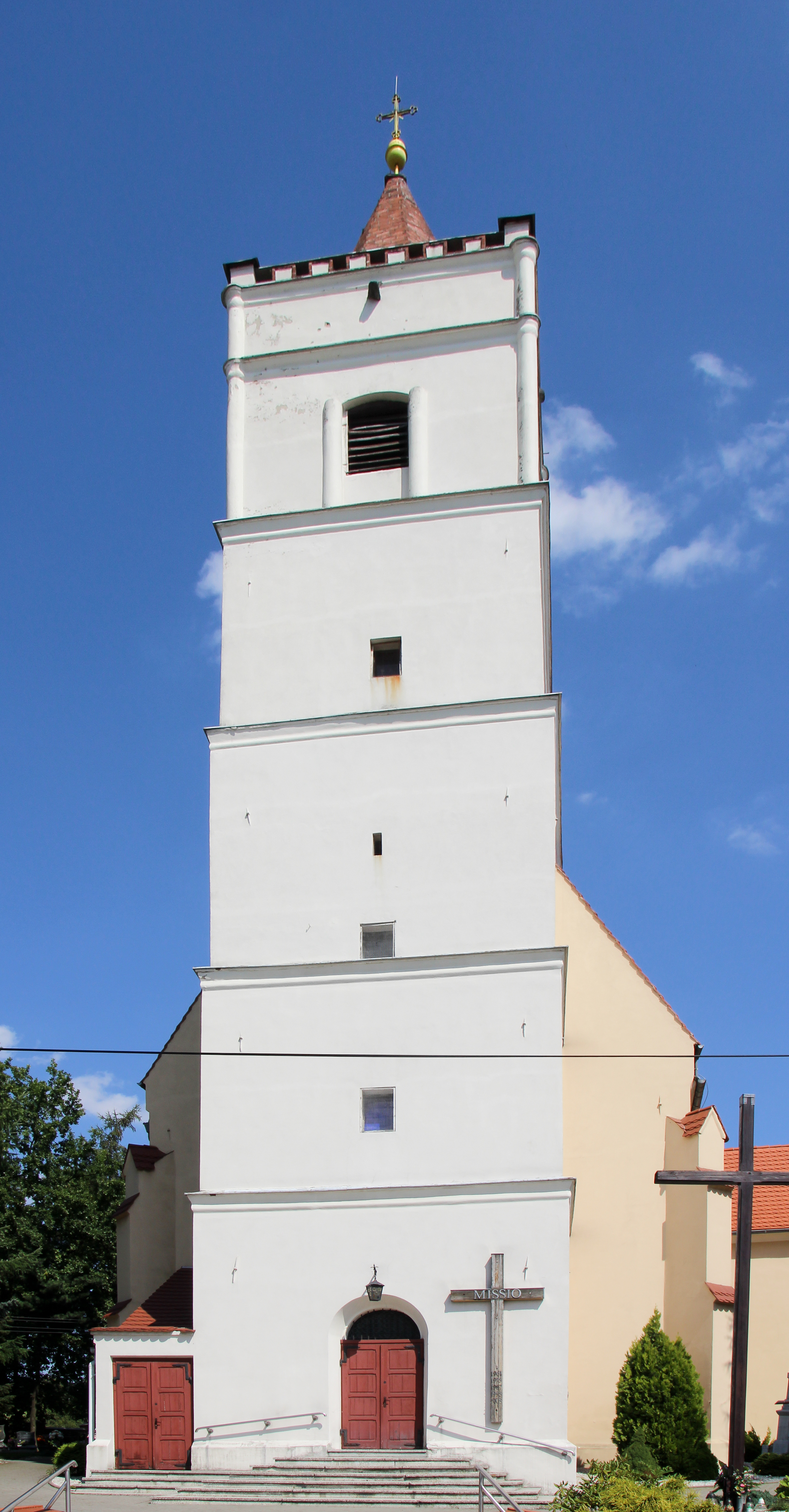
Annakirche

Buchelsdorf wurde in der zweiten Hälfte des 13. Jahrhunderts als Waldhufendorf angelegt und mit deutschen Kolonisten besiedelt. Erstmals erwähnt wurde der Ort 1305. 1568 wurde im Ort eine Kirche erbaut.
Nach dem Ersten Schlesischen Krieg 1742 gelangte Buchelsdorf mit dem größten Teil Schlesiens an Preußen.
Nach der Neuorganisation der Provinz Schlesien gehörte die Landgemeinde Buchelsdorf ab 1816 zum Landkreis Neustadt O.S. im Regierungsbezirk Oppeln. 1845 bestanden im Dorf ein Vorwerk, eine Mühle, eine katholische Kirche, eine katholische Schule, zwei Wirtshäuser sowie weitere 121  Häuser. Im gleichen Jahr lebten in Buchelsdorf 856 Menschen, davon 199 evangelisch. 1846 wurde im Ort eine evangelische Schule eingerichtet. 1855 lebten 848 Menschen in Buchelsdorf. 1865 bestanden im Ort 30 Bauer-, 19 Gärtner- und 75 Häuslerstellen sowie eine Mühle. Die katholische Schule wurde im gleichen Jahr von 200 Schülern besucht. Die evangelischen Gläubigen waren nach Neustadt O.S. eingepfarrt. 1874 wurde der Amtsbezirk Buchelsdorf gegründet, welcher aus den Landgemeinden Achthuben, Buchelsdorf und Siebenhuben und dem Gutsbezirk Buchelsdorf bestand. 1885 zählte Buchelsdorf 1018 Einwohner.
1933 lebten in Buchelsdorf 1112 sowie 1939 1101 Menschen. Bis 1945 befand sich der Ort im Landkreis Neustadt O.S.
1945 kam der bisher deutsche Ort Buchelsdorf unter polnische Verwaltung und wurde in Niemysłowice umbenannt und der Woiwodschaft Schlesien angeschlossen. 1950 kam der Ort zur Woiwodschaft Oppeln. 1999 kam der Ort zum Powiat Prudnicki.

## Sehenswürdigkeiten
- Die römisch-katholische Annakirche (poln. Kościół św. Anny) wurde 1568 als zweischiffige Hallenkirche im Stil der Renaissance erbaut. Gestiftet wurde der Bau von Magdalena von Würben.[8]
- Steinernes Wegekreuz

## Vereine
- Freiwillige Feuerwehr OPS Niemysłowice
- Sportverein LZS Niemysłowice